# Adendorf (Gerbstedt)
Adendorf ist ein Ortsteil der Gerbstedter Ortschaft Friedeburgerhütte in Landkreis Mansfeld-Südharz in Sachsen-Anhalt.

## Geografische Lage
Das Kirchdorf liegt an der Verbindungsstraße von Gerbstedt nach Friedeburg, 1,5 km westlich von Friedeburgerhütte am Flüsschen Schlenze.

## Geschichte
In Adendorf gab es ein Rittergut mit Patrimonialgericht und eine Filialkirche von Ihlewitz. 1822 existierten im Ort 11 Häuser mit 76 Einwohnern. Der Ort gehörte damals zum Mansfelder Seekreis. Das Rittergut Adendorf war durch den Schlenzgraben oder -bach vom eigentlichen Dorf getrennt. Es unterstand direkt der Gerichtsbarkeit des Oberlandesgerichts Naumburg.